# Takemoto Gidayū
Takemoto Gidayū (japanisch 竹本 義太夫; * 1651 in Tennōji; † 18. Oktober 1714 in Ōsaka) war ein japanischer Jōruri-Sänger (Tayū), Gründer eines Bunraku-Theaters und Begründer des nach ihm genannten Musikstils Gidayū-bushi.

## Leben
Takemoto Gidayū war der Sohn eines Bauern aus dem Dorf Tennōji in der Nähe von Ōsaka. Als Musiker und Sänger wurde er Schüler von Kiyomizu Rihei und nahm zunächst den Namen Kiyomizu Gorōbei, dann den Namen Kiyomizu Ridayū an. Er begann mit der Aufführung musikalischer Erzählungen in den Puppentheatern der Kamigata-Region, unter anderem in Kyōto als Assistent des Jōruri-Sängers Uji Kaganojō (auch Uji Kidayū). Unter dem Einfluss von Uji Kaganojō und des Sängers Inoue Harimanojō entwickelte er seinen eigenen, besonderen Gesangsstil, den nach ihm benannten Gidayū-bushi. Ein erster Versuch, ein eigenes Puppentheater in Kyōto zu gründen, scheiterte. Nach einigen Jahren, die er mit Aufführungen auf dem Land verbrachte, änderte er seinen Namen in Takemoto Gidayū und gründete 1684 das Bunraku-Theater Takemoto im Dōtonbori-Vergnügungsviertel Ōsakas. Bereits ein Jahr später galt er als bedeutendster Jōruri-Sänger der Region noch vor Uji Kaganojō.
Der Erfolg des Theaters hielt Jahre an, insbesondere auch, da Takemoto den bekanntesten Theaterautor seiner Zeit, Chikamatsu Monzaemon, als Autor gewinnen konnte. 1686 schrieb dieser für das Takemoto-za das Stück Shusse Kagekiyo, das als erstes bedeutende Werk des Bunraku-Theaters gilt. Kurz nach Beginn des 18. Jahrhunderts stand Takemotos Theater kurz vor dem Bankrott. Gerettet wurde es durch Chikamatsus Stück Sonezaki Shinjū, das im Jahr 1703 zu einem großartigen Erfolg wurde und 17 Monate lang ununterbrochen aufgeführt wurde. Nachdem Chikamatsu als fester Autor für das Theater gewonnen werden konnte, erlebte es einen erneuten Höhepunkt, zu dem neben dem Gesang Gidayūs auch das Shamisen-Spiel Takezawa Genemons und das Puppenspiel Tatsumatsu Hachirōbeis beitrugen. Takemoto, der sich seit 1701 Takemoto Chikugonojō nannte, übergab im Jahr 1705 die Leitung des Theaters an Takeda Izumo I., um sich ganz auf den Gesang konzentrieren zu können.